# 觉醒资本主义

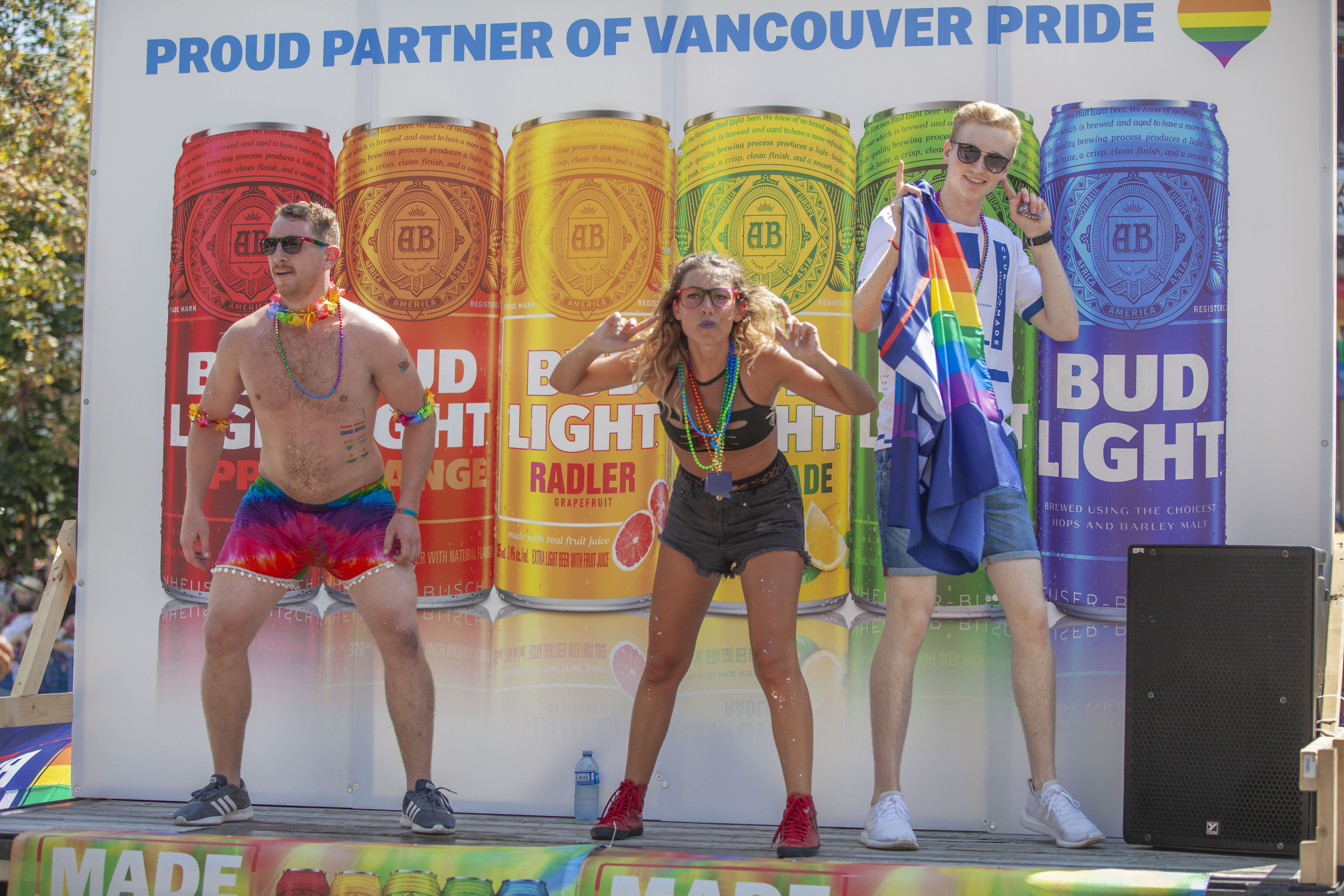
同志骄傲活动中一处百威昕蓝广告

觉醒资本主义、觉醒资本和利益相关者资本主义是一些评论员用来指一种营销、广告和企业结构形式的术语，这些形式与社会正义和激进主义事业相关的社会政治立场有关。这个词是政治分析师罗斯·多塞特在2018年为《纽约时报》撰写的一篇评论中提出的。

## 分析
到2010年代中期，后来被追溯为“觉醒”的修辞形式此时已进入主流媒体，并被用于营销和广告；消费者普遍认为，与这一趋势相关的宣传活动不真诚、不真实，并引发了文化上的反弹。
文化研究者Akane Kanai和Rosalind Gill将觉醒资本主义描述为一种“急剧加强”的趋势，在这种趋势中，公共关系涉及到历史上的边缘化群体（如种族、性别和宗教），将他们用作广告中出现的吉祥物，传达赋予权利的信息。一方面，这创造了一种个人化和非政治化的社会正义理念，利用社会行动的描述来增强自信心；另一方面，少数群体在广告中无处不在的可见度也会加剧对他们平等的强烈抵制。对于处于较低经济阶层的人们来说，这些少数群体的平等对于资本主义的维持是不可或缺的，少数群体被视为要为资本主义制度造成的损失负责。

## 反响
2019年，联合利华CEO乔安路使用了“觉醒洗白”（woke-washing）一词，他警告说，如果品牌未能就其言论采取可核实的行动，可能会“进一步破坏对我们行业的信任”。Helen Lewis认为，她所谓的“觉醒资本主义铁律”的最终结果将是取消文化，并认为这种文化被用于廉价的信息传播，以取代真正的变革。Will Hutton援引企业责任原则写道，他认为觉醒资本主义是“前进的唯一道路”。另外，Elizabeth Bruenig指出，虽然觉醒资本主义被视为资本主义的一种演变，可以为公共利益创造前所未有的利益，但它仍然是资本主义的一种形式，因此无法在不符合资本主义利益的情况下对其表示赞同；同样，Andrew V. Abela认为，觉醒资本主义对推动进步事业的实际作用不大。

### 反对运动
从2020年代开始，美国右翼人士开始大力抵制那些公开支持“觉醒”事业的公司。“觉醒吧，破产吧”是一个笼统的流行语，用来指那些因“变得觉醒”或参与促进多元化、公平和包容等活动而受到抵制的公司，或者像啤酒制造商百威英博那样与跨性别影响者合作的公司。在“觉醒吧，破产吧”活动取得了有限的成功，目标包括百威英博、塔吉特和华特迪士尼公司。虽然最初取得了成功，但许多此类活动的目标企业往往在同一年内从亏损中反弹。马克·库班等一些商界人士为企业参与“觉醒”辩护，称参与社会正义事业反映了企业对客户的关心。